# Ходуткинские горячие источники
Ходуткинские горячие источники (Худутские горячие источники, Термальные источники вулкана Ходутка, Ходуткинское геотермальное месторождение) — пресные геотермальные источники на юге полуострова Камчатка в Елизовском районе Камчатского края. Относятся к Южно-Камчатской геотермальной провинции.

## Описание
Ходуткинские горячие источники находятся в левобережной части долины верховья реки Правая Ходутка, к северо-западу от вулканов Ходутка и Приёмыш.
Разгрузка термальных вод происходит на территории площадью в 0,3 км², на которой располагается в общей сложности 22 (20) источника, температура воды в некоторых из них достигает 88 °C, общая минерализация вод источников равняется 0,5 г/л

## Охрана и значение
Охраняются в статусе регионального памятника природы с 1981 года, общая площадь ООПТ составляет 39 га, площадь охранной зоны — 6 га. Располагаются в пределах территории природного парка «Южно-Камчатский», входящего в состав всемирного наследия ЮНЕСКО «Вулканы Камчатки».
Используются для рекреации.